# San Ignacio (Sinaloa)

San Ignacio (Sinaloa) é um município do estado de Sinaloa, no México.